# Forever Strong

Forever Strong ou Toujours plus fort est un film américain réalisé par Ryan Little sorti en 2008

## Synopsis
Rick Penning (Sean Faris) est un joueur de rugby, capitaine d'une équipe dans laquelle tous les joueurs n'envisagent pas de s'améliorer autrement que via drogues et alcool. Après avoir perdu le championnat contre l'équipe rivale, l'équipe de rugby de Highland, Rick boit et provoque un accident qui blesse sérieusement sa petite amie, Tami . Ainsi, il perd sa place dans l'équipe et est condamné à séjourner en centre de détention juvénile de garçons à Salt Lake City. Se sentant mal pour lui, le directeur du centre, Marcus (Sean Astin) le met sur l'équipe de Highland, entraînée par Larry Gelwix (Gary Cole). L'esprit de la fraternité le gagne. Bientôt, il se retrouve à nouveau dans le championnat, contre son ancienne équipe nationale, qui est entraîné par son père, Richard Penning (Neal McDonough).

## Fiche technique
- Réalisateur : Ryan Little
- Durée : 112 minutes
- Date de sortie : 2008

## Distribution
- Gary Cole : (VF : Patrick Poivey) : Larry Gelwix
- Sean Astin : (VF : Christophe Lemoine) : Marcus Tate
- Neal McDonough : (VF : Bruno Dubernat) : Richard Penning
- Sean Faris : (VF : Donald Reignoux) : Rick Penning
- Penn Badgley : Lars
- Arielle Kebbel : Emily
- Nathan West : Quentin
- Julie Warner : Natalie Penning
- Eliot Benjamin : Marty
- Michael J.Pagan : Kurt
- Max Kasch : Griggs
- John Kepa Kruse : Tumo
- Junior Salt : Peeta
- Jeremy Earl : Sanchez
- Larry Bagby : Cal
- Joey Miyashima : Attorney